# روابط اتحادیه اروپا و ایران
روابط اتحادیه اروپا و ایران به مجموعه روابط سیاسی، اقتصادی و فرهنگی میان ایران و اتحادیه اروپایی، از زمان تأسیس این اتحادیه گفته می‌شود. این روابط همواره تحت تأثیر تحولات سیاسی و اجتماعی ایران یا سایر کشورهای خاورمیانه بوده‌است. کشور ایران با توجه به نفوذش در خاورمیانه و همچنین منابع متعدد و متنوع انرژی و همچنین بازار خوبی که برای کالاهای اروپایی می‌باشد، برای این اتحادیه، دارای اهمیت بوده‌است. موضوعاتی نظیر حقوق بشر، تروریسم و همچنین برنامه اتمی این کشور، از جمله موضوعات مناقشه‌انگیز بین دو طرف در سالهای اخیر بوده‌است.

## از ایجاد اتحادیه تا انقلاب ۱۳۵۷
سنگ بنای اتحادیه اروپا با امضای پیمان مربوط به تشکیل جامعه زغال سنگ و فولاد اروپا در ۱۳۳۱ که منجر به تشکیل این جامعه در ۱۳۳۲ گردید گذاشته شد. دولت محمد مصدق وقت که گرایشهای ملی داشت از تشکیل این جمعیت ناخرسند شد. جامعه سنگ و فولاد اروپا نیز همگام با آمریکا و شوروی دولت مصدق را تحریم کرد. در ۱۳۳۶ جامعه اقتصادی اروپا و همین‌طور جامعه انرژی اتمی اروپا تشکیل شد. دولت ایران در آن زمان با این سه جامعه روابط دوستانه داشت و قراردادهای متعددی از جمله برنامه‌های متعدد هسته‌ای زیادی با آنان بسته بود. در ۱۳۴۴ زمزمه‌های تشکیل جامعه اروپا به گوش می‌رسید اما عملی‌شدن این طرح تا ۱۳۴۷ به طول انجامید. دولت امیرعباس هویدا از تشکیل جامعه اروپا استقبال کرد و روابط خوبی برقرار کرد که هم‌زمان با تشکیل حزب رستاخیز و ادغام دیگر در احزاب به رستاخیز ایران و پیوستن انگستان، ایرلند و دانمارک به کشورهای نام برده در ۱۳۵۴ این روابط بسیار بهتر از قبل شد و سیر صعودی پیدا کرد. در دوران دولت‌های موقت شاهنشاهی (آموزگار- شریف امامی- ازهاری- شاهپور بختیار) روابط ایران با اتحادیه اروپا به صورت تعلیق درآمده بود.

## انقلاب ۱۳۵۷ تا جنگ ایران و عراق
بعد از وقوع انقلاب اسلامی ایران اتحادیه اروپایی با احتیاط اقدام به برقراری ارتباط با حکومت جدید ایران نمود. در زمان نخست‌وزیری مهندس بازرگان روابط دوجانبه چندان تغییری نکرد. اما این روابط بعد از سقوط دولت بازرگان دچار تغییر شد و تفاوت در دیگاه‌ها به سرعت موجب اختلاف و ایجاد فاصله میان دو طرف گردید. به دنبال حادثه گروگانگیری دیپلمات‌های آمریکایی در تهران، آمریکا از هم پیمانان اروپایی خود خواست که دولت آمریکا را در اعمال فشارها علیه ایران همراهی کنند. اتحادیه اروپا نیز اشغال سفارت آمریکا را محکوم نموده و به اتفاق آمریکا مجادله را با ایران آغاز کرد.

## جنگ ایران و عراق
با حمله عراق به ایران و وقوع جنگ ایران و عراق، کشورهای اروپایی به حمایت از عراق پرداختند و به این کشورهای کمک‌های تسلیحاتی نمودند. همچنین تحریم تسلیحاتی را علیه ایران آغاز کردند. در ۱۳۶۰ یونان و در ۱۳۶۴ اسپانیا و پرتغال به این اتحادیه پیوستند و همانند دیگر متحدان آمریکا تحریم شدیدی علیه حکومت ایران وضع و از عراق در این جنگ حمایت کردند.

## بعد از جنگ ایران و عراق

### دوران هاشمی رفسنجانی
با پذیرش قطعنامه ۵۹۸ شورای امنیت از جانب ایران و برقراری آتش‌بس میان ایران و عراق، فرصت مناسبی برای بهبود و توسعه روابط سیاسی ایران و اتحادیه اروپایی فراهم شد اما وقوع حادثه سلمان رشدی و صدور فتوای آیت‌الله خمینی در ۱۴ فوریه ۱۹۸۹ مبنی بر قتل سلمان رشدی، موجب واکنش تند اتحادیه اروپایی در مقابل ایران گردید که نمود آن در فراخوانی سفرای کشورهای اروپایی از تهران بود. اما پس از یک ماه با چرخش موضع اتحادیه اروپایی در این رخداد، سفرای کشورهای اروپایی به تهران برگشتند. گرچه علی‌اکبر هاشمی رفسنجانی تلاش داشت روابط دوجانبه بهبود یابد، ولی به‌دلیل برقرار ماندن عوامل تنش‌زا بین دوطرف، این تلاش‌ها چندان مؤثر واقع نشد. اصرار بر ابقای حکم ارتداد سلمان رشدی، قتل مخالفان حکومت ایران در خاک دول اروپایی، مخالفت ایران با روند صلح اسراییل و اعراب، نگرانی اروپا از دست‌یابی ایران به سلاح اتمی، نگرانی آمریکا از همکاری ایران با روسیه و …. پس از تجاوز عراق به کویت و به دنبال اتخاذ مواضع بیطرفانه از سوی ایران در این جنگ، اتحادیه اروپا به عادی‌سازی مجدد روابط امیدوار شد. پس از اعلام آمادگی دو طرف برای انجام گفتگوهای انتقادی، تبادل نظر بین مقامات سیاسی و اقتصادی ایران و اتحادیه اروپایی در تهران، کپنهاگ، بن، پاریس و مادرید ادامه یافت و نتایج مثبتی نیز به بار آورد. ولی با رخ دادن ترور میکونوس، تمام تلاش‌ها از بین رفت و روابط دوجانبه به بدترین وضع ممکن از زمان اعلام حکم ارتداد سلمان رشدی درآمد. ایران این ترور را دسیسه‌ای از جانب مخالفان نزدیکی روابط دوجانبه خواند و ایالات متحده آمریکا آن را ستود. در پی محکومیت مقامات ایرانی در دادگاه میکونوس، ایران و آلمان سفرای خود را فراخواندند و سایر دول اروپایی نیز به تابعیت، سفیران خود را از تهران فراخواندند و این وضع تا زمان روی کار آمدن سید محمد خاتمی به عنوان پنجمین رئیس‌جمهور ایران ادامه داشت.

### دوران خاتمی
به‌طور کلی تا زمان انتخاب سید محمد خاتمی به عنوان رئیس‌جمهور ایران، روابط دو طرف به همان صورت خصمانه ادامه داشت. با توجه به تغییر رویه ایران مبنی بر تنش‌زدایی در روابطش با غرب، این اقدام از جانب کشورهای اروپایی نیز با استقبال روبرو شد و از اسفند ۱۳۷۶، گفتگوهای سازنده جایگزین گفتگوهای انتقادی گردید. همچنین سفرای کشورهای اروپایی که به دنبال رای دادگاه میکونوس از ایران خارج شده بودند، به ایران بازگشتند که سفیران دو کشور آلمان و فرانسه با چند روز فاصله اینکار را انجام دادند. نخستین مذاکرات ایران و اتحادیه اروپا پیرامون برنامه هسته‌ای ایران و در سال ۲۰۰۳ انجام گرفت. در این سال سه کشور انگلیس، فرانسه و آلمان با پیش‌قدم شدن در برقراری رابطه، اقدام به فرستادن نمایندگان خود به ایران و بحث پیرامون برنامه اتمی این کشور نمودند. این نمایندگان در این سفر ایران را به امضای پروتکل الحاقی آژانس بین‌المللی انرژی اتمی واداشتند. بعد از این اقدام، کشورهای این اتحادیه خاویر سولانا را به عنوان مذاکره‌کننده اصلی بین ایران و اتحادیه اروپا انتخاب کردند.
از این زمان به بعد بود که برنامه اتمی ایران موضوع غالب روابط بین ایران و اتحادیه اروپایی شد و موضوعهای دیگر مثل حقوق بشر و مسائل امنیتی منطقه‌ای در حاشیه قرار گرفت. در طی این مذاکرات ایران بر حق مشروع خود در غنی‌سازی اورانیوم تأکید داشت و مذاکره‌کنندگان اروپایی نیز نسبت به اهداف غنی‌سازی اورانیوم ابراز تردید داشتند و خواهان توقف برنامه اتمی ایران بودند. از این‌رو مذاکرات به نتیجه‌ای دست نمی‌یافت.
از این زمان به بعد بود که مذاکرات مبهم، خسته‌کننده و پایان‌ناپذیر میان طرفین ادامه یافت و پیشنهادهای اتحادیه اروپا برای ایران جالب توجه نبود و ایران خواستار ارائه تضمین‌هایی از جانب واشینگتن بود. این اقدام با ناخرسندی این اتحادیه روبرو شد و انتظار ایالات متحده آمریکا از این اتحادیه به عنوان واسطه گفتگو پیرامون برنامه اتمی این کشور برآورده نشد.

### دوران احمدی‌نژاد
با انتخاب محمود احمدی‌نژاد به عنوان رئیس دولت نهم جمهوری اسلامی ایران و اظهار نظر پیرامون انکار هولوکاست، به روابط دو جانبه شوک جدیدی وارد شد. اتحادیه اروپا از طریق قطع روابط فرهنگی و آموزشی، اقدام به مقابله کرد. با این حال این اتحادیه اصلی‌ترین ابزار جامعه بین‌المللی برای مذاکره با برنامه اتمی‌ایران بود و آمریکا نیز پیوسته آن‌ها را ترغیب به ادامه گفتگوها می‌نمود.
در سال ۲۰۰۶ میلادی اتحادیه اروپا مذاکرات را بی‌نتیجه دانست و پرونده هسته‌ای ایران به شورای امنیت سازمان ملل متحد ارجاع داده شد. از این زمان به بعد مذاکرات پیرامون پرونده اتمی ایران توسط گروه پنج به علاوه یک انجام می‌گرفت که ۳ عضو این گروه (فرانسه، آلمان و بریتانیا) را کشورهای عضو این اتحادیه تشکیل می‌دادند.
در پی تشدید تحریم‌های علیه ایران به منظور توقف فعالیت‌های هسته‌ای‌اش، اعضای اتحادیه اروپا در روز ۲۳ ژانویه ۲۰۱۲ اقدام به تصویب قانون تحریم تدریجی صنعت نفت ایران و بانک مرکزی جمهوری اسلامی ایران کردند. بر اساس این قانون اعضای این اتحادیه نه تنها از واردات نفت ایران منع می‌شوند، بلکه شرکت‌های این کشورها از ترابری، خرید و بیمه محموله‌های نفتی ایران به هر مقصدی در جهان منع شده‌اند.
در پی اقدام اتحادیه اروپا در وضع قانون منع خرید نفت ایران از ژوئیه ۲۰۱۲، مجلس شورای اسلامی نیز در اقدامی پیش‌دستانه در بهمن ۱۳۹۰، طرح دو فوریتی را تصویب کرد که به موجب آن تا زمان پابرجا بودن قانون تحریم‌های نفتی علیه ایران، ایران از فروش نفت به اعضای این اتحادیه خودداری می‌کند.

### دولت روحانی

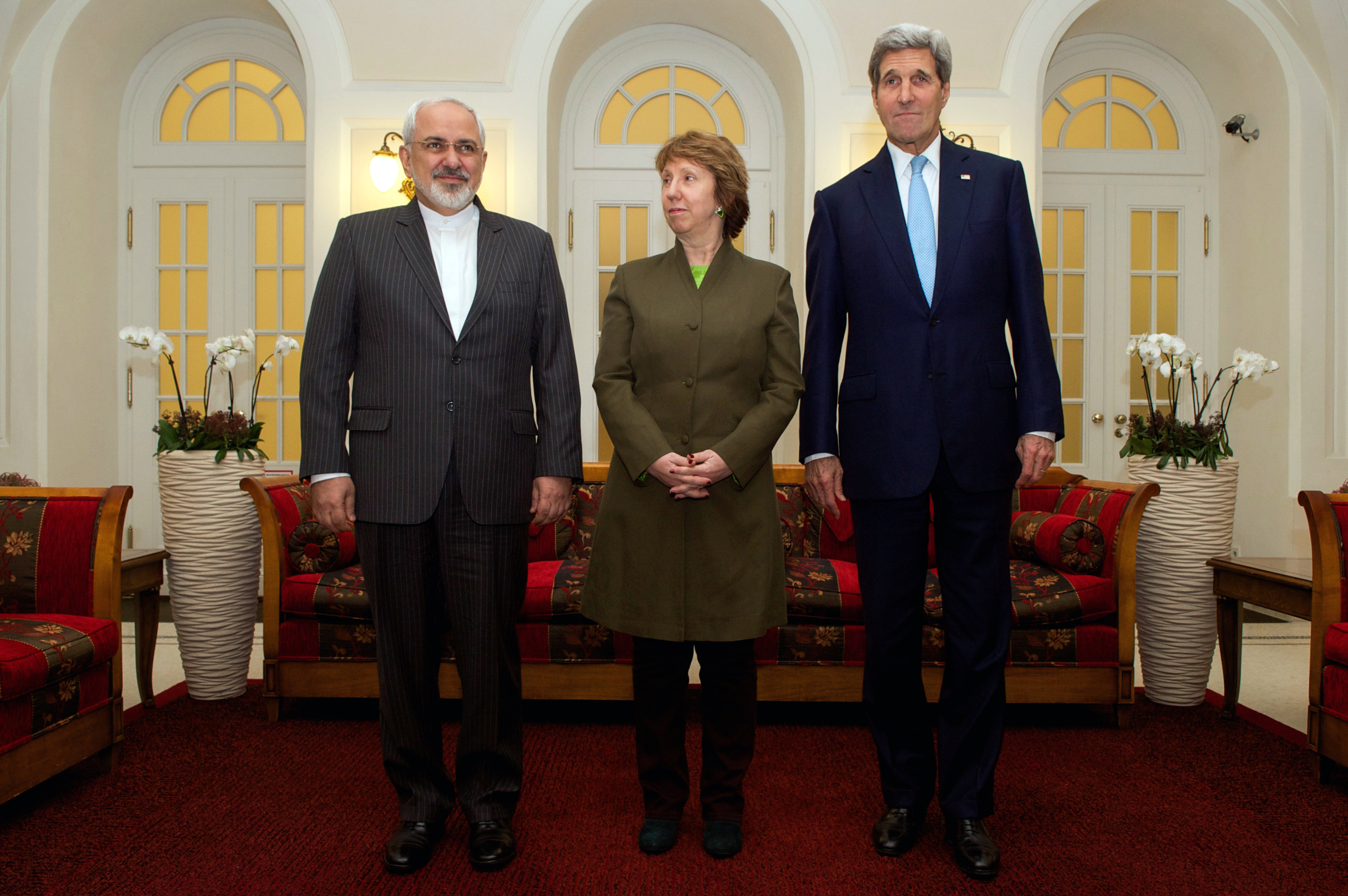
مذاکرات سه‌جانبه ایران، اتحادیه اروپا و آمریکا بر سر برنامه هسته‌ای ایران

کاترین اشتون در نخستین روزهای ریاست جمهوری حسن روحانی با ارسال نامه تبریک به حسن روحانی، رئیس‌جمهور ایران از وی دعوت کرد تا در اسرع وقت مذاکرات با گروه موسوم به ۱+۵ را از سر بگیرد. همچنین وزیران خارجه آلمان، روسیه و فرانسه از بیانات حسن روحانی در خصوص حل مسالمت‌آمیز هسته‌ای استقبال کردند.
با مذاکرات مستمر بین ایران و اتحادیه اروپایی و کشورهای ۱+۵ در خصوص مسئله هسته‌ای ایران، چندین توافق صورت گرفت که در نهایت منجر به توافق نهایی هسته‌ای شد که برجام نام گرفت. در خلال مذاکرات هسته‌ای، نماینده اتحادیه اروپا سعی داشت با نزدیکتر کردن مواضع ایران و آمریکا که سابقه تخاصم درازمدتی با یکدیگر داشتند، حصول توافق را تسهیل نماید. همچنین اتحادیه اروپا در خصوص فیصله دادن به ابعاد احتمالی نظامی در برنامهٔ هسته‌ای ایران، پیش‌قدم شد و با ارائه یک قطعنامه در شورای حکام آژانس بین‌المللی انرژی اتمی که در نهایت به تصویب اعضا رسید، شروع فاز عملیاتی برجام را پایه نهاد. اتحادیه اروپایی بر اساس چهارچوب توافق برجام، سعی دارد روابط سیاسی و تجاری خود را با ایران بازسازی نماید. لغو تحریم‌های یک‌جانبه‌ای که اتحادیه اروپا در زمان تنش هسته‌ای علیه ایران وضع کرده بود، کمک به ایران برای پیوستن به سازمان تجارت جهانی و گشایش دفتر این اتحادیه در تهران، از جمله اقدامات عملی می‌باشد که در دوران پسابرجام از جانب این اتحادیه در دستور کار قرار گرفت.

### دولت پزشکیان
در فروردین ۱۴۰۴، اتحادیه اروپا در واکنش به بازداشت‌های خودسرانه و نقض حقوق شهروندان اروپایی، تحریم‌هایی را علیه هفت مقام قضایی و امنیتی جمهوری اسلامی ایران و دو نهاد مرتبط با آنها اعمال کرد. این تصمیم، در نشست وزیران خارجه اتحادیه اروپا در لوکزامبورگ اتخاذ شد که شامل توقیف دارایی‌ها و ممنوعیت سفر به کشورهای عضو اتحادیه می‌شود. از جمله افراد تحریم‌شده، می‌توان به هدایت‌الله فرزادی، رئیس زندان اوین، علی صالحی، دادستان عمومی و انقلاب تهران، عباسعلی حوزان، قاضی شعبه ۳۶ دادگاه تجدیدنظر تهران، محمد خسروانی، دادستان ویژه دادگاه انقلاب شیراز، محمود ساداتی، قاضی دادگاه انقلاب شیراز، کامران زارع، قاضی دادگاه تجدیدنظر شیراز و مهدی نعمتی، رئیس حفاظت اطلاعات زندان‌های استان فارس اشاره کرد. همچنین زندان عادل‌آباد شیراز و شعبه اول دادگاه انقلاب این شهر نیز، به دلیل نقش‌شان در بازداشت‌های غیرقانونی، محاکمه‌های ناعادلانه، اجرای احکام اعدام و موارد متعدد نقض حقوق بشر، در فهرست تحریم‌های اتحادیه اروپا قرار گرفتند. اتحادیه اروپا، جمهوری اسلامی را به «گروگان‌گیری حکومتی» متهم کرده و تأکید کرده است که این اقدامات، بخشی از تلاشهای گسترده‌تر، برای مقابله با استفاده ابزاری از سیستم قضایی، بمنظور رسیدن به اهداف سیاسی هستند.